# 法國內務部隊
法國內務部隊（法語：Forces françaises de l'Intérieur，FFI），又译法国內地軍 ，是第二次世界大戰後期參與及推動法國抵抗運動的戰鬥組織和游击队。其名稱被時任自由法國領導人的夏爾·戴高樂使用作對抵抗納粹德國力量的戰士之正式稱呼。而對這些抵抗力量的正名是發生在法國由德佔軍事管轄區轉變為被同盟國軍隊解放光復之時。在自由法國之下，法國內務部隊較多地被組建為輕型步兵單位並作為自由法國抵抗力量部隊在人力上的補充。相對上，法國內務部隊較多負責駐守或防衛戰線上相對非衝突熱點的位置，並允許正規法軍集中資源並專注攻勢在主要或決定性的方向。1944年8月15日，盟軍發動龍騎兵行動入侵法國南部。1944年10月，隨著絕大部份的法國被解放後，法國內務部隊並併入正規法國第一集團軍之中，並結束了第二次世界大戰中法國非正規軍的時代。

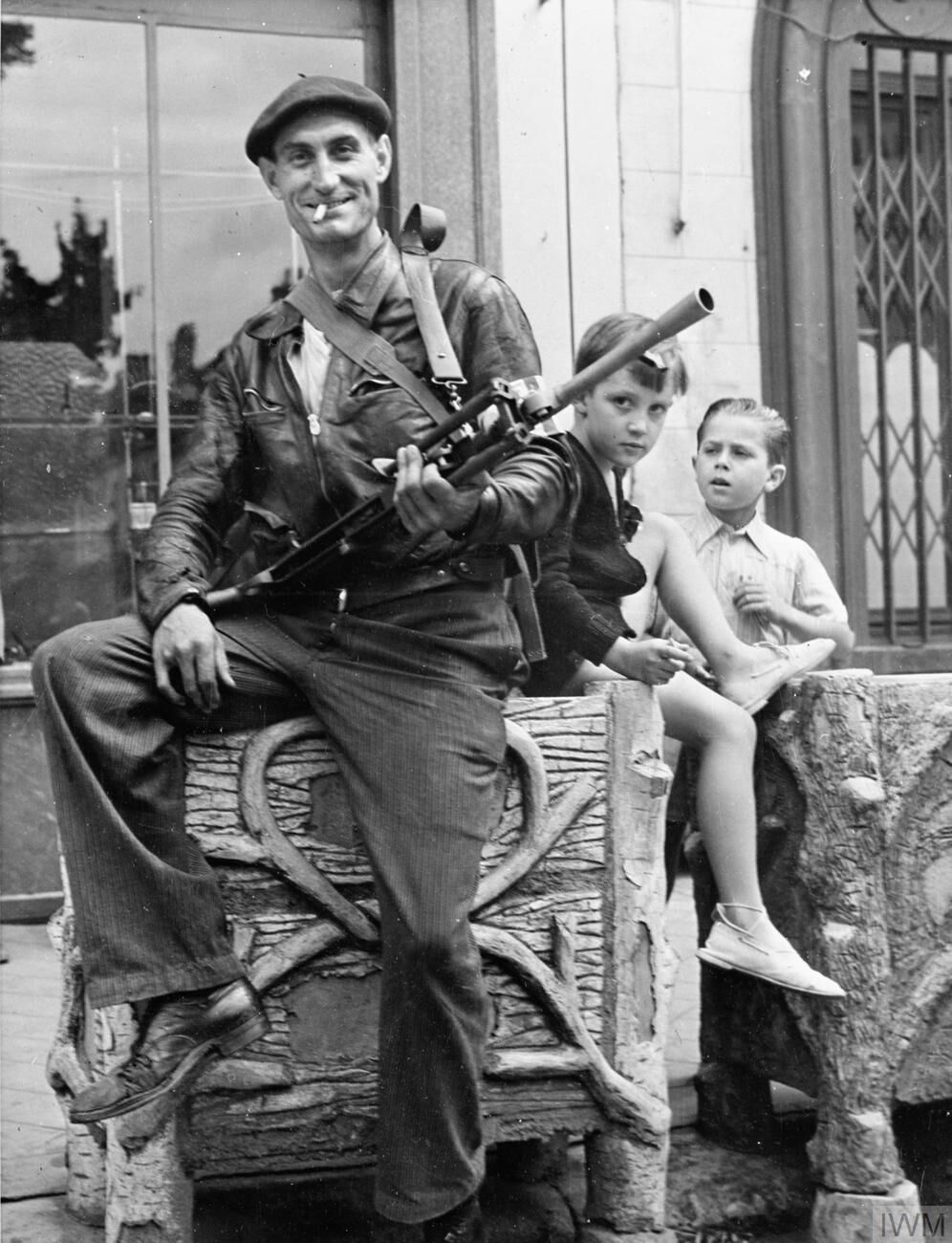
一名法國內務部隊成員手持布朗輕機槍在沙托丹。

## 解放法國
在1944年6月盟軍執行大君主作戰登陸諾曼第並成功開闢第二戰場後，應法國國民解放委員會的要求，盟軍遠征部隊最高司令部派遣了約200,000名抵抗作戰人員並歸馬里-皮埃爾·柯尼希將軍指揮以統一指揮對抗納粹德國的抵抗力量。時任盟軍最高總司令德懷特·D·艾森豪威爾將軍於1944年6月23日正式確認了柯尼希將軍對法國內務部隊的指揮權。

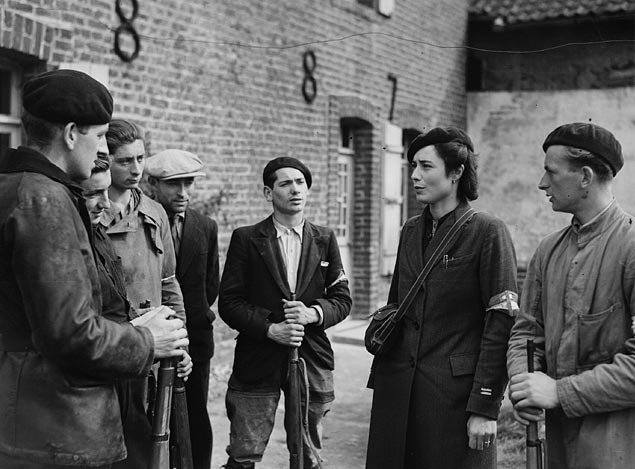
遠東遠征軍徽章中有傳統法國海軍錨的標誌。

法國內務部隊主要由使用私人武器的士兵組成，當中亦包括部份前法國士兵。他們主要穿着便服並且佩戴F.F.I.的臂章。